# Aeroportul Ipiau
Aeroportul Ipiau (IATA: IPU, ICAO: SNIU) este un aeroport din Bahia, Brazilia ce deservește zona Ipiaú. Aeroportul a fost tranzitat în 2016 de 9 pasageri. A fost numit după zona deservită.
Situat la o altitudine de 132 m, aeroportul dispune de 1 pistă.

## Infrastructură

### Piste
Aeroportul dispune de o singură pistă. Pista 15/33 are suprafața de asfalt și dimensiunile 1.300 m × 20 m. 